# География на Израел
Израел е държава в Западна Азия, в Близкия Изток, на източния бряг на Средиземно море. На север граничи с Ливан (дължина на границата 79 km), на североизток със Сирия 77 km, на изток с Йордания 531 km и на югозапад с Египет 206 km. Обща дължина на сухоземните граници 893 km. На запад се мие от водите на Средиземно море (дължина на бреговата линия 188 km), на изток – от водите на Мъртво море (106 km), а на юг – 11 km брегова ивица със залива Акаба на Червено море. Обща дължина на бреговата линия 255 km. От север на юг се простира на 424 km, а от запад на изток от 15 до 144 km. Териториите, които частично принадлежат на Израел са Западният бряг (5879 км²) и Голанските възвишения (1150 км²). Население на 1.1.2020 г. 9 215 000 души. Столица град Йерусалим.
Територията на Израел се простира между 29°29′ и 33°17′ с.ш. и между 34°13′ и 35°41′ и.д. Крайните точки на страната са следните:
- крайна северна точка – (33°17′25″ с. ш. 35°34′06″ и. д. / 33.290278° с. ш. 35.568333° и. д.), на границата с Ливан.
- крайна южна точка – (29°29′26″ с. ш. 34°54′09″ и. д. / 29.490556° с. ш. 34.9025° и. д.), на брега на залива Акаба на Червено море, на границата с Египет.
- крайна западна точка – (31°19′24″ с. ш. 34°13′08″ и. д. / 31.323333° с. ш. 34.218889° и. д.), на брега на Средиземно море, на границата с Египет.
- крайна източна точка – (33°14′41″ с. ш. 35°41′03″ и. д. / 33.244722° с. ш. 35.684167° и. д.), на границата със Сирия.

## Релеф, геоложки строеж, полезни изкопаеми
Покрай брега на Средиземно море се простира тясна ивица приморска равнина, която на изток постепенно се повишава и преминава в платовидна област с височина 500-1000 m. Максимална височина връх Хар Мерон 1208 m, издигащ се в северната част на страната. На изток платовидната област със стръмни отстъпи се спуска към дълбоката падина Гхор (Ел Гхор) – най-дълбоката сухоземна падина на земята (- 392 m под морското равнище), дъното на която е заето от Мъртво море) и нейното южно продължение – Уади ал Араба. Повърхността на платото е изградена предимно от варовици (с множество карство и форми на релефа), пясъчници и базалти. В южната част на Израел е разположена пустинята Негев, заемаща площ от 12 000 км², което е повече от половината от цялата територия на страната. Водите на Мъртво море са богати на колиеви, натриеви и бромови соли. В страната има находища на фосфорити, кварцови пясъци, глини, мрамор, медна и желязна руда, торф и малки залежи от нефт и газ в пустинята Негев.

## Климат, води
Климатът на Израел е субтропичен, относително влажен на север, пустинен и полупустинен на юг и в падините. Лятото е горещо (средна юлска и августовска температура 24-28°С, в падината Гхор до 36°С) и топла зима (средна януарска температура 6-14°С, на югозапад от Мъртво море до 18°С). По крайбрежието на Мъртво море, в падината Гхор и в пустинята Негев годишната сума на валежите е 100-200 mm (на места – под 100 mm), на север, на платото – 600-800 mm, а по крайбрежието на Средиземно море – 400-800 mm. Максимумът на валежите е през зимата. Територията на страната е бедна на повърхностно течащи води. На североизток през падината Гхор, по границата с Йордания протича река Йордан 252* km, вливаща се от север в Мъртво море. Много от реките през лятото пресъхват или оттокът им силно намалява. На юг в пустинята Негев са разпространени сухите долини вади (уади). За битово и промишлено водоснабдяване и напояване се използват подземни източници и опресняване на морска вода, като до 80% от водите се използват за напояване.

## Почви, растителност, животински свят
Преобладаващите почви са канелени, планински сиво-канелени и сиви, а на юг – сиво-кафяви пустинни почви. В планините са разпространени маквиси, гарига, а горите са почти унищожени (5% от площта на страната) и са представени от вечнозелен дъб, алепски бор и др. На юг в полупустините и пустините Негев, Халуца и др. са развити каменисти пустини, солени тревисти формации, халофитни пасища и др. От бозайниците се срещат ивичеста хиена, чакал, даман, гризачи; пустинно-степни видове птици и много влечуги.